# Virusul G4 EA H1N1
Virusul G4 EA H1N1, numită și gripa porcină G4, este o tulpină de virus gripal descoperită în China, cu dovezi ale unei infecții inițiale găsite la persoanele care lucrează în abatoare din industria porcină. Reasortarea unui virus aviar și a două tulpini de H1N1, este legată de virusul responsabil pentru pandemia de gripă porcină din 2009, precum și de tulpina care a fost cauza pandemiei de gripă din 1918 (în măsura în care ambele sunt tulpini de gripă H1N1). Afectează în principal porcii, dar au fost identificate cazuri la om.
La 30 iunie 2020, există 35 de cazuri confirmate de transmitere de la persoană la alta. Cu toate acestea, întrucât China are cea mai mare populație de porci din lume, iar porcii sunt frecvent infectați cu noua tulpină de virus, experții avertizează că are potențialul de a se transforma într-un agent patogen care se răspândește cu ușurință între oameni. Prin urmare, cercetătorii din întreaga lume iau în considerare serios noua variantă G4, un tip de virus al gripei aviare, pentru care oamenii nu au imunitate.
Conform mai multor experți, această tulpină are o probabilitate de transmitere între oameni. Cercetătorii sunt îngrijorați că ar putea suferi mutații și apoi s-ar putea răspândi cu ușurință de la o persoană la alta, ceea ce ar putea duce la un focar global. Are „toate reperele” de a fi extrem de adaptat pentru a infecta oamenii.
Se află în cea de-a doua fază a „Descrierilor de fază pandemică OMS”, deoarece până acum s-a confirmat doar transmiterea de la animal la om. Dar, deoarece virusul este frecvent la fermele de porci din China, experții recomandă controlul răspândirii sale la porci și monitorizarea pe oameni pentru infecție.
Unii cercetători consideră că acest virus ar trebui să fie monitorizat în cazul în care se mută într-un virus mortal precum gripa spaniolă, în timp ce alții cred că s-ar termina mai mult ca gripa porcină și ar avea o rată a mortalității mai mică decât cea a gripei sezoniere.